# Galaksija (computador)
O Galaksija (em sérvio:  Галаксија; pronúncia em servo-croata: [galǎksija], significando "Galáxia") foi um computador jugoslavo desenhado por Voja Antonić, e que era para ser montado pelos utilizadores. Foi apresentado (incluindo as instruções para a montagem) na edição especial Računari u vašoj kući (Computadores na sua casa, redigida por Dejan Ristanović) da revista científica Galaksija , publicada em Dezembro de 1983 em Belgrado, Jugoslávia. Existiam kits, mas não eram necessários, já que o computador podia ser montado totalmente a partir de peças avulsas. Mais tarde passou a estar disponível já feito.